# Tryphosella spitzbergensis
Tryphosella spitzbergensis is een vlokreeftensoort uit de familie van de Lysianassidae. De wetenschappelijke naam van de soort is voor het eerst geldig gepubliceerd in 1926 door Chevreux.